# Buivydžiai
Buivydžiai (polonais : Bujwidze) est un village de la  municipalité de district de Vilnius en Lituanie. Selon le recensement de 2011, il possédait 272 habitants. Il est situé à environ 17 km à l'est de Nemenčinė et à  3 km  à l'ouest de la frontière avec la Biélorussie. Le village est situé sur la rive gauche de la rivière Neris, près de sa confluence avec la Buivydė.
Les premières références à ce lieu remontent à 1537. Le nom est probablement dérivé du polonais Bujwid,.
Le village s'est développé autour d'un manoir acquis par Cyprien Brzostowski dans la première moitié du XVIIe siècle. Plus tard, le manoir a été reconstruit par l'architecte Laurynas Gucevičius.
Une église octogonale en bois, nommée d'après Saint-Georges, a été construite en 1785. L'église a brûlé en 1982. La reconstruction, en brique, a été achevée en 1986.